# Vasna Borsad
Vasna Borsad (censita come Vasna Borsad INA) è una città dell'India di 338 abitanti, situata nel distretto di Anand, nello stato federato del Gujarat. In base al numero di abitanti la città rientra nella classe VI (meno di 5.000 persone).

## Geografia fisica
La città è situata a 22° 19' 55 N e 72° 40' 13 E.

## Società

### Evoluzione demografica
Al censimento del 2001 la popolazione di Vasna Borsad assommava a 338 persone, delle quali 178 maschi e 160 femmine. I bambini di età inferiore o uguale ai sei anni assommavano a 57, dei quali 26 maschi e 31 femmine. Infine, coloro che erano in grado di saper almeno leggere e scrivere erano 191, dei quali 112 maschi e 79 femmine.